# Hilma Svedal
Hilma Svedal, parfois orthographié Swedahl, née Wounsch le 2 octobre 1870 et morte le 2 juillet 1965, est une chercheuse d'or suédoise et la fondatrice du village et parc touristiques suédois d’Alaska i Strömstad (sv).

## Biographie
Hilma Wounsch est née sur l'île de Syd-Hälsö, dans la commune de Strömstad, dans le comté de Västra Götaland, en Suède. Elle est la fille d'un pêcheur du Bohuslän. Au printemps 1896, elle se rend à New York, où elle travaille comme domestique. Après quatre ans, elle part pour l'Alaska et la ruée vers l'or du Klondike. Elle rejoint un groupe de jeunes gens à Dawson avec lesquels elle atteint le camp d'or près de Ruby, en Alaska. Elle vit seule dans la nature pendant quinze ans, jusqu'à ce qu'elle épouse John Swedahl, un prospecteur d'or originaire de Trondheim, en Norvège,.
Le couple se rend en Suède en 1912 et en 1928. Après cette dernière visite, Hilma Swedahl reste en Suède, tandis que son mari retourne aux États-Unis. Dans les années 1930, elle fonde l’Alaska i Strömstad, un parc et un jardin de rocaille situés sur Norra Långöns naturreservat, une île et une réserve naturelle situées dans un archipel au nord-ouest de Strömstad. Largement construit en pierre, ce village touristique est inspiré par l'expérience qu'elle a vécue dans l'État de l'Alaska. Le lieu attire les touristes et les bateaux de pêche de la zone servent de navettes. Après la Seconde guerre mondiale, elle vend l'ensemble à un de ses neveux qui l'exploitera jusqu'en 1964. En 1962, un incendie ayant détruit l'auberge, le flux touristique diminue drastiquement.
Hilma Swedahl meurt l'année suivant la fermeture de son parc, le 2 juillet 1965 et est enterrée dans le cimetière de l'église de Skee (Skee kyrka) à Strömstad. Sur sa pierre tombale est gravée sa devise : « Ne vous inquiétez pas ! ». Hilma et John Swedahl n'ont jamais divorcé malgré avoir vécu séparé depuis 1925.

## Héritage
À sa mort, son œuvre sur l'île est abandonnée. Le parc, devenu propriété de l’État suédois, sera finalement remis en état dans les années 1990, et, au XXIe siècle, l'île avec son jardin rappelant l'Alaska est devenu un lieu touristique très visité l'été. La partie jardin et le café sont gérés par une entreprise privée,.

### Galerie : Alaska i Strömstad

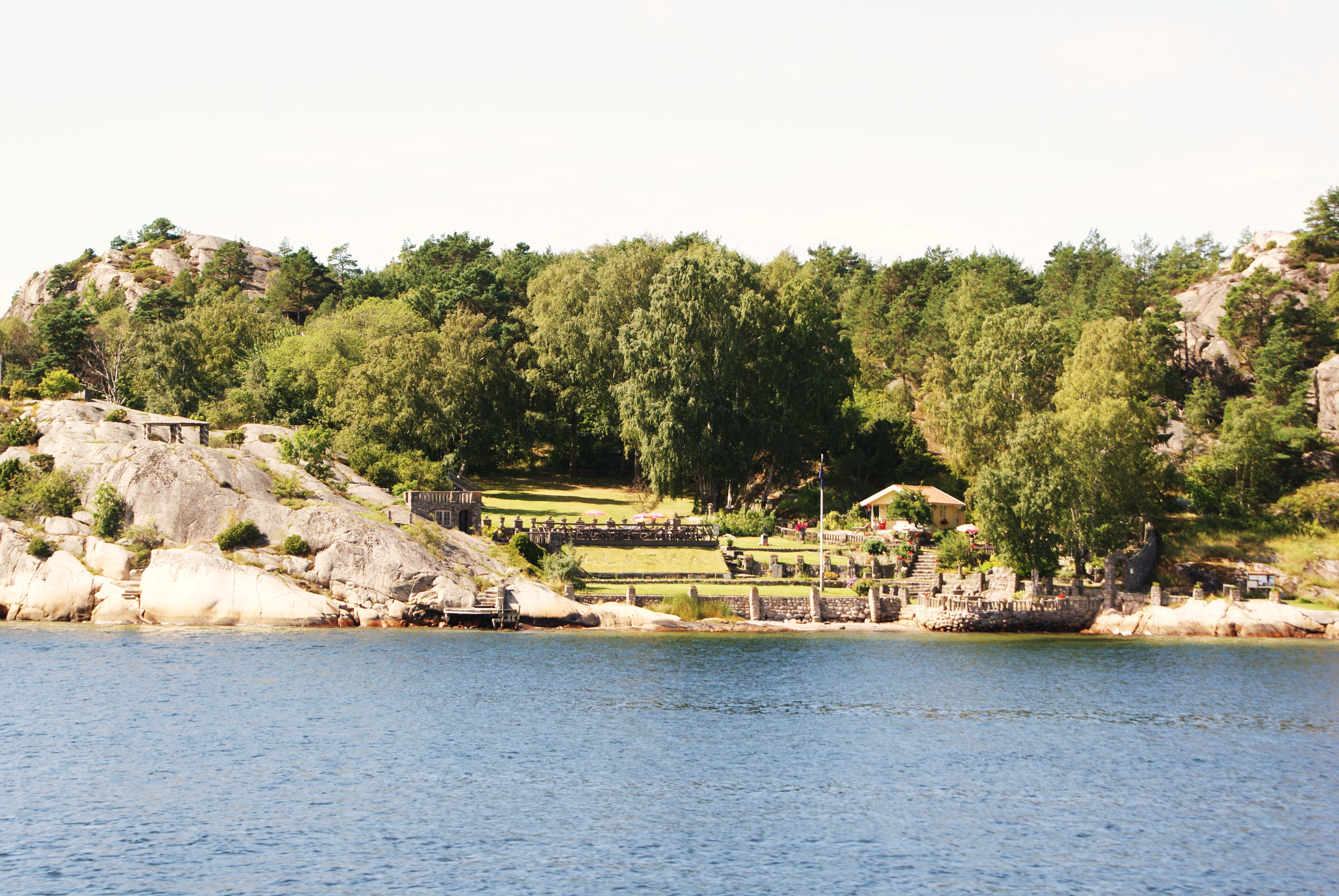
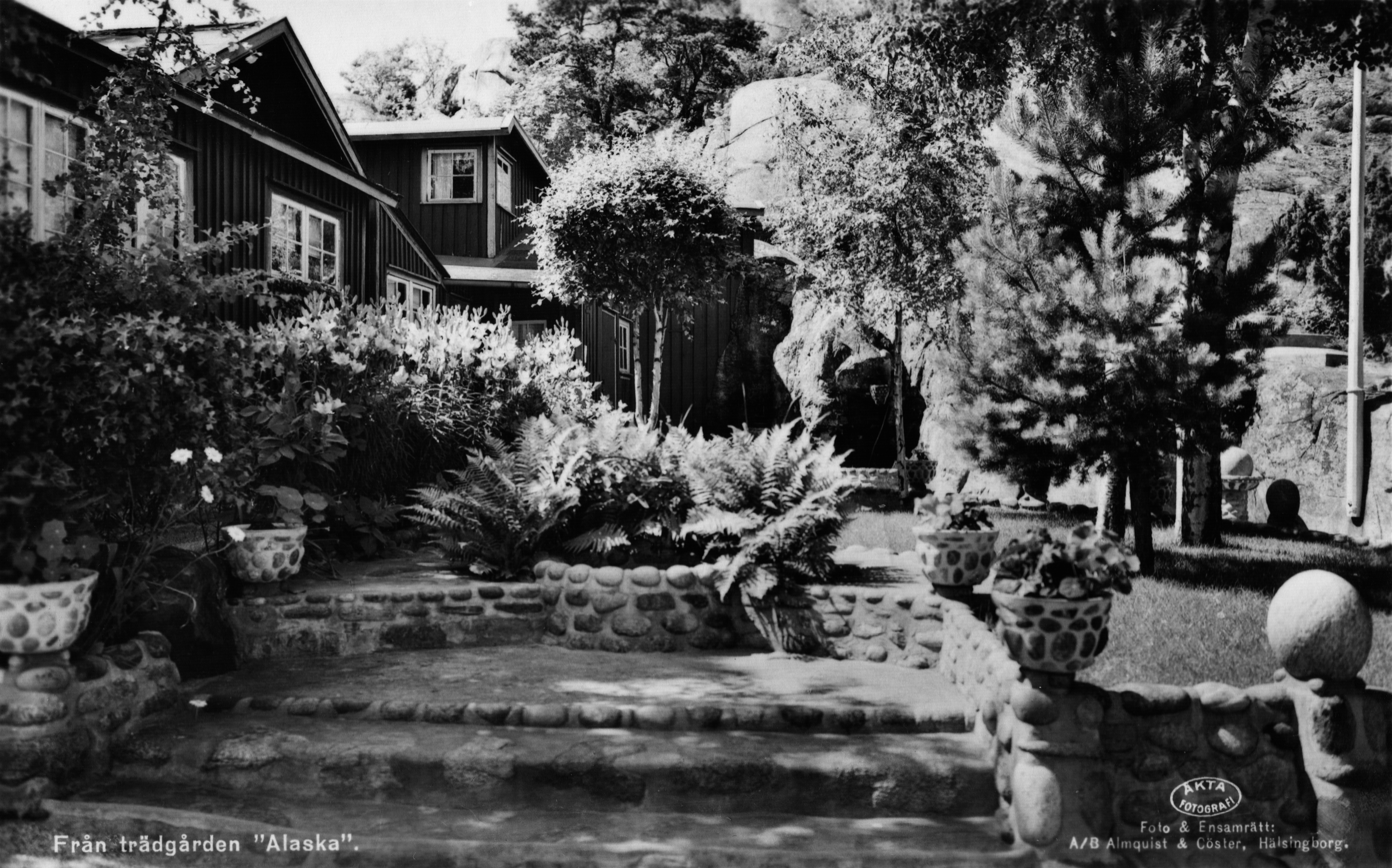
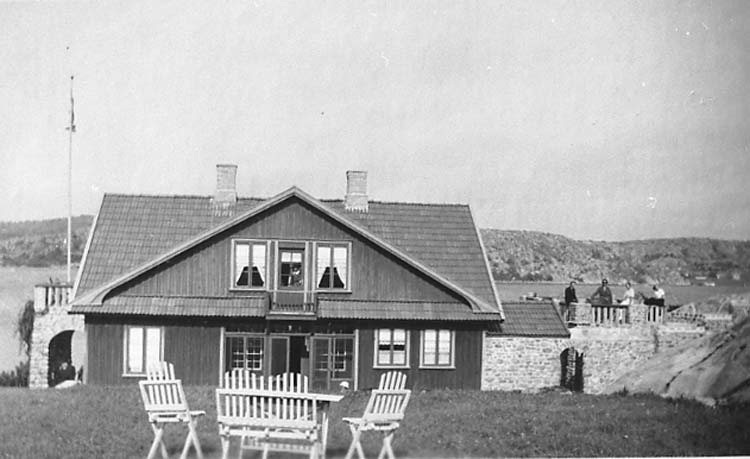
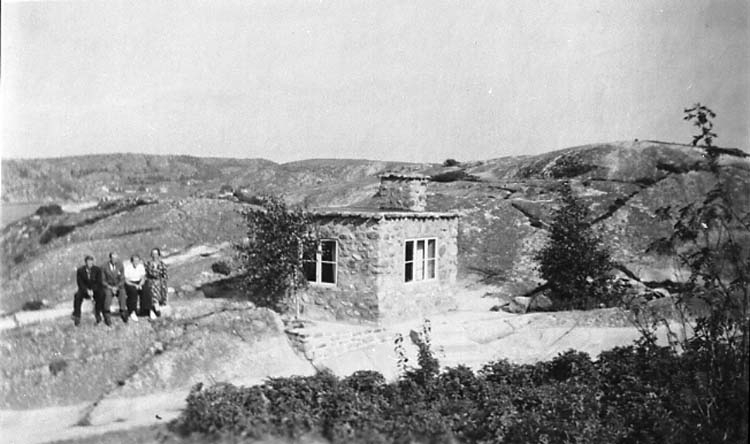
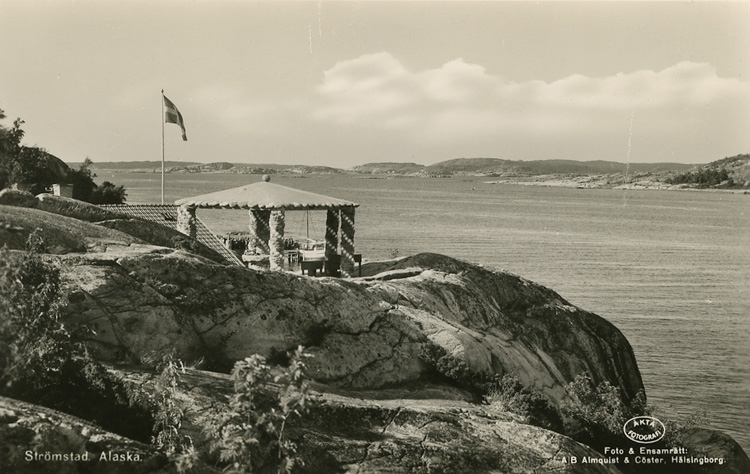